# NGC 2601
NGC 2601 је спирална галаксија у сазвежђу Летећа риба која се налази на NGC листи објеката дубоког неба.
Деклинација објекта је - 68° 7' 4" а ректасцензија 8h 25m 30,4s. Привидна величина (магнитуда) објекта NGC 2601 износи 12,5 а фотографска магнитуда 13,4. Налази се на удаљености од 40,0000 милиона парсека од Сунца. NGC 2601 је још познат и под ознакама ESO 60-5, IRAS 08251-6757, PGC 23637.